# 施师母
施师母原名普莉西雅·施德活（Priscilla Livingstone Stewart，1864年8月28日–1929年1月15日）是一位英国基督教传教士，施达德之妻。
施德活出生于爱尔兰贝尔法斯特，1887年抵达上海，是中国内地会当时派遣的一百名同工之一。她是金发碧眼，据称在长相和精神上都是爱尔兰人。她在上海逗留不久，就和另外三个女传教士搬到了内地江西省北部的大姑塘工作。

关于她新的呼召，她说，
我现在是一个传教士，但我并不总是那样的。当我是个女孩的时候，如果你让我来聚会，我会说，“不，谢谢你，你的宗教对我来说什么也不是。我心目中一个爱上帝的人，脸都长得像一只咖啡壶。”
普莉西雅在中国传教时，遇到了她未来的丈夫，英国板球手和传教士施达德（Charles Studd），施达德是剑桥七杰之一，受戴德生的感召，加入中国内地会，来华传教。
在中国时，普莉西雅因为跪在雪地里祷告，患上了严重的肺炎，被送到未婚夫施达德那里。施达德本人也正从胸膜炎中恢复过来。不久，她开始恢复，但当地的中国人说既然从这么远来到施达德这里了，他们必须结婚，而施达德同意了! 未经按立的中国牧师席胜魔主持了他们的婚礼，但让当地人都很高兴。婚礼后，施达德夫妇搬到了另一个内地城市 - 潞安府。
施达德夫妇于1888年在天津结婚 102页，育有四个女儿—格蕾丝、多萝西、伊迪丝、波琳；两个儿子都在婴儿期夭折。
1894年，这对夫妇因病返回英国，然后在1900年至1906年间，他们搬到了印度。回到英国后，施达德单独前往非洲传教，他们婚姻生活的最后十六年被分开了，施达德在非洲，而施师母在英国–在这里为新成立的“全球福音十字军”服务。她于1929年1月15日在西班牙马拉加去世。